# 水谷ペイント
水谷ペイント株式会社（みずたにペイント）は大阪府大阪市淀川区に本社を置き、塗料用樹脂の合成、塗料の製造販売及びその関連業務を行う企業である。

## 概要
1922年（大正11年）3月に水谷小太郎が同社の前身にあたる水谷ワニス・ペイント工場を設立し、一般塗料の製造を開始した。1941年（昭和16年）には戦時統制により日東電工と合併、戦後分離し、菱水塗料株式会社を設立。1949年（昭和24年）に、現在の水谷ペイント株式会社と社名を変更した。

## 主な製品
- 屋根用塗料：ナノルーフシリーズ、ルーフピアニ、バイオマスR-Si、水系ナノシリコン、快適サーモシリーズ
- 床用塗料：ボウジンテックスシリーズ
- 壁用塗料：ナノウォールシリーズ、ナノコンポジットシリーズ

## 営業拠点
- 本社: 〒532-0006 大阪市淀川区西三国4-3-90
- 札幌営業所: 〒003-0006 札幌市白石区東札幌6-5-2-6
- 仙台営業所: 〒984-0042 仙台市若林区大和町1-22-36
- 北関東支店: 〒348-0038 埼玉県羽生市小松台2-705-22
- 東日本開発部・東京支店: 〒101-0032 東京都千代田区岩本町1-4-5
- 中部支店: 〒486-0815 愛知県春日井市十三塚町3-6
- 大阪支店・西日本開発部: 〒532-0006 大阪市淀川区西三国4-3-90
- 広島支店: 〒734-0022 広島市南区東雲1-13-16
- 福岡支店: 〒811-2304 福岡県糟屋郡粕屋町仲原2628-1
- 工場: 大阪・埼玉・中部・広島・福岡